# Forum Kriminalprävention
Die Zeitschrift forum kriminalprävention ist ein Magazin für Grundsatzfragen der Kriminalprävention, für die Diskussion von Konzepten, Projekten und Programmen im Feld, für die Verbesserung der Kooperation von Bund und Land, für Wissenstransfer und Vernetzung. Bekannt ist die Zeitschrift der Stiftung Deutsches Forum für Kriminalprävention vor allem für ihre aktuellen Berichte z. B. über Entwicklungsförderung für junge Menschen, Gewaltprävention an Schulen sowie Mobbing, über technische Prävention, die digitale Gesellschaft über Informationsnetze, die Deutschen Präventionstage werden mit vorbereitet sowie gezeigt und es werden Veröffentlichungen des ProPK vorgestellt. Das Themenspektrum reicht von Wissenschaft/kriminologische Forschung, europäischer Koordination, Internetkriminalität, Kommunaler Kriminalprävention bis hin zu Kinderschutz.
Seit 2013 ist die Zeitschrift auch ungefiltert online zu lesen. Ein umfängliches Archiv steht zur Verfügung.

## Redaktion
Redaktionsleiter waren zunächst der ehemalige BKA-Abteilungsleiter Edwin Kube und danach Kriminaldirektor Detlef Schröder; aktuell ist Wolfgang Kahl (BKA, DFK) verantwortlich.
Autoren
Zu den bekannteren Autoren gehören Britta Bannenberg, Christine Bergmann, Marc Coester, Thomas Feltes, Manfred Günther, Friedrich Lösel, Erich Marks, Wolfgang Melzer, Christian Pfeiffer, Dieter Rössner, Herbert Scheithauer, Wiebke Steffen, Jörg Ziercke sowie die Stiftung Kriminalprävention.